# Все в камуфляжі
«Все в камуфляжі» (англ. All Ghillied Up) — один із рівнів відеогри Call of Duty 4: Modern Warfare (2007), а також її оновленої версії Call of Duty: Modern Warfare Remastered (2016). Його події розгортаються в 1996 році в місті Прип'ять. Гравець керує лейтенантом Прайсом, який разом зі старшим капітаном Макмілланом має таємно пробратися через місто та його околиці з метою вбивства головного антагоніста гри. Впродовж місії героям зустрічаються вороги, яких можна нейтралізувати відкрито, непомітно чи взагалі уникнути бою з ними.
Автор «Все в камуфляжі» Мохаммад Алаві через складність свого творчого задуму був змушений спочатку робити рівень в таємниці від керівництва. Щоб створити першу хвилину ігрового процесу, геймдизайнеру знадобилося три місяці та понад 10 000 рядків коду. На момент виходу «Все в камуфляжі» був високо оцінений критиками, зокрема за свою атмосферу, темп і свободу вибору, а наразі вважається одним із найкращих рівнів в історії відеоігор.

## Вміст рівня

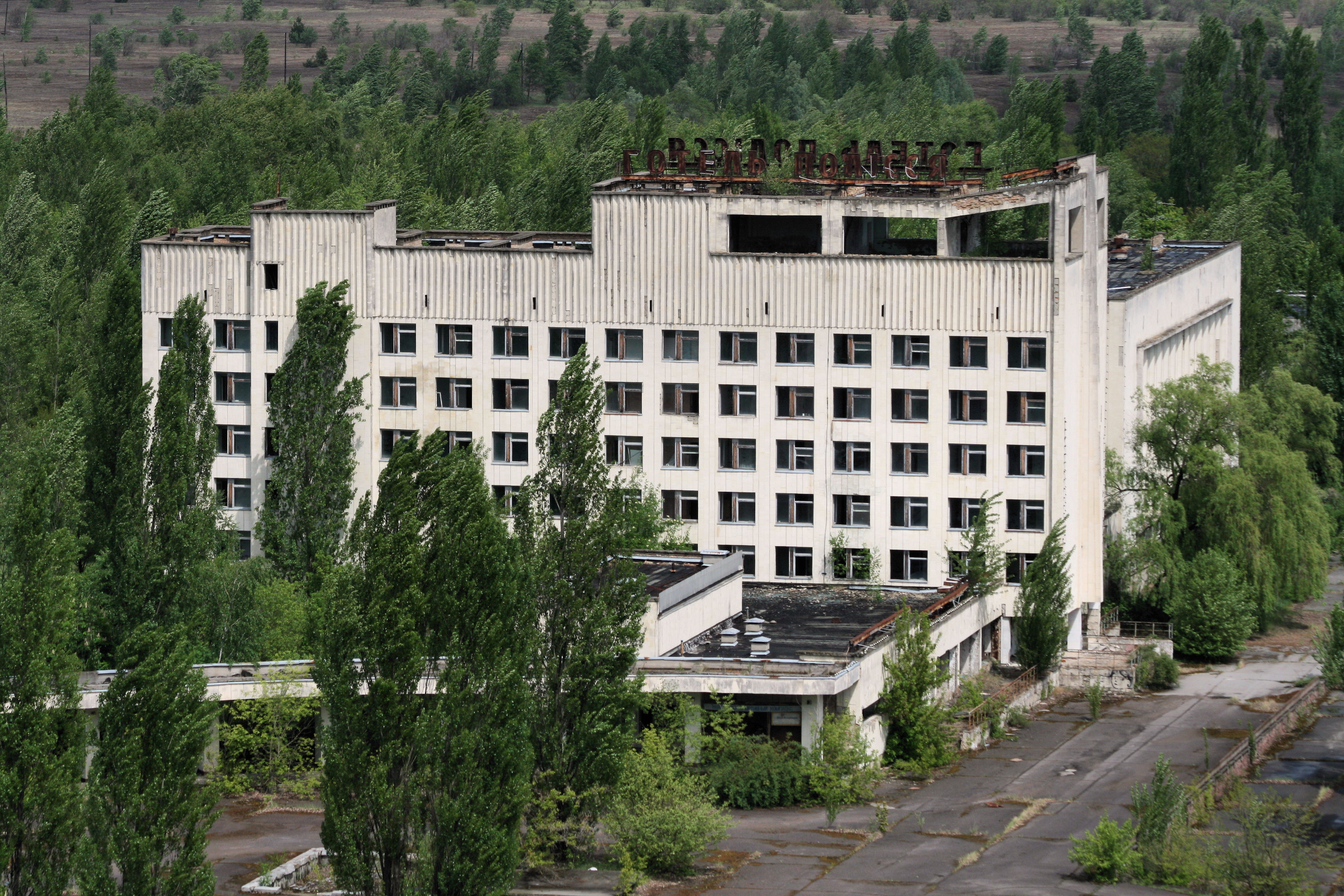
Готель «Полісся», куди головні герої мають потрапити в кінці рівня

«Все в камуфляжі» — 13-й рівень одиночної кампанії відеогри Call of Duty 4: Modern Warfare. Він постає у вигляді спогаду, події якого відбуваються в 1996 році (за 15 років до основної сюжетної лінії гри) в Прип'яті, Україна. Гравець керує Джоном Прайсом, лейтенантом SAS, який разом зі своїм командиром, старшим капітаном Макмілланом, має непомітно прослизнути в місто . Їхня головна мета — нейтралізувати головного антагоніста гри, російського торговця зброєю Імрана Захаєва, що прагне продати терористам уран з реактора ЧАЕС. Пара героїв озброєна приглушеними снайперськими гвинтівками M21 та пістолетами USP, а також одягнена в спеціальні камуфляжні костюми (англ. ghillie suits), що дозволяють їм ховатися від супротивників у густій рослинності. Пересування героїв обмежене тим, що навколишня територія досі сильно забруднена радіацією після Чорнобильської катастрофи 1986 року. 
Спочатку Прайс і Макміллан проходять через покинуті будинки та церкву, в процесі нейтралізуючі ворогів, що патрулюють територію. Після цього вони потрапляють на відкрите поле, яким просувається ворожий взвод із БМП-2. За допомогою свого маскування, головні герої непомітно проповзають крізь супротивників і дістаються звалища військової техніки, де також розташовуються вороги. Пройшовши крізь нього, пара стикається з ще більшим конвоєм супротивників, який вони минають, пролізши під рядом ворожих машин, і зрештою потрапляють у місто. Далі герої просуваються покинутими будівлями та дворами, де зустрічають дикого собаку, що їсть невідомий труп. Макміллан радить обережно його обійти. У фіналі рівня пара минає порожню центральну площу та зрештою дістається готеля «Полісся». У наступній місії «Вбити одним пострілом» (англ. One Shot, One Kill) замах героїв на Захаєва завершується невдачею, через що вони вимушені поспішно відступати й оборонятися від ворогів у парку розваг до прибуття гелікоптера, який їх зрештою евакуює.
Протягом усієї місії гравець має низку варіантів дій, на які його компаньйон належним чином реагує. Наприклад, на початку рівня той попереджає про ворожий гелікоптер, що пролітає над ними, і наказує лягти на землю. Проте гравець може спробувати збити вертоліт за допомогою FIM-92 Stinger. Якщо йому вдасться, компаньйон його неохоче похвалить. Також впродовж місії гравець отримує зауваження від напарника, якщо якимось чином видає своє розташування або обирає неправильну ціль для пострілу.

## Розробка

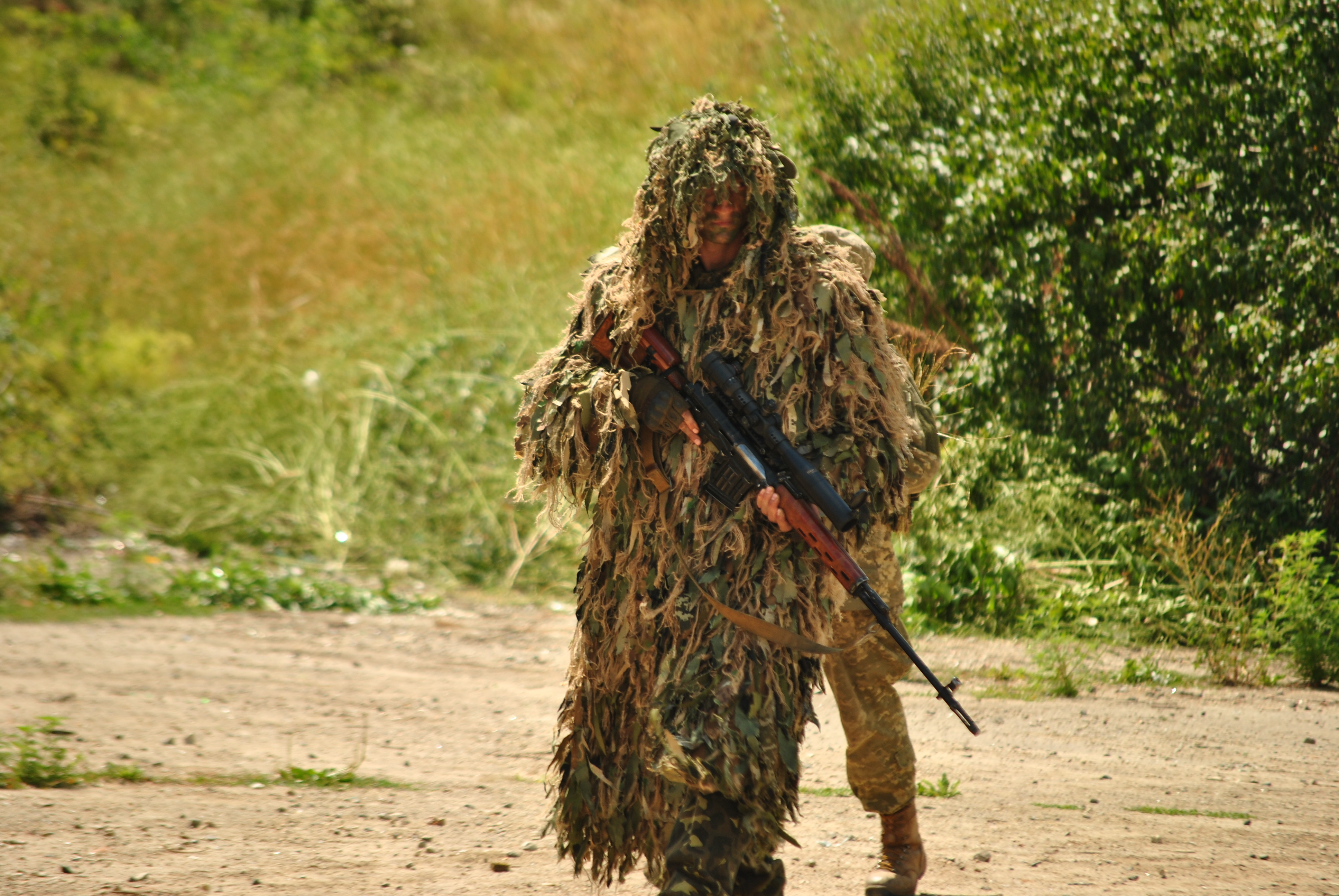
Однією з особливостей рівня стали маскувальні костюми головних героїв

«Все в камуфляжі», як і Call of Duty 4: Modern Warfare загалом, створений студією Infinity Ward. Первісно ідея щодо рівня, дія якого відбуватиметься в Прип'яті, виникла в одного з головних дизайнерів гри Стіва Фукуди. Він вважав, що покинуте місто, оточене густою рослинністю, добре пасувало б місії, головними героями якої були б снайпери, одягнені в маскувальні костюми. Дизайнер рівнів Престон Гленн почав працювати над мапою для майбутнього «Все в камуфляжі», однак, крім нього, рівень тоді більше нікого не зацікавив. Згодом, завдяки вдалому пітчу щодо можливого вступу місії, Фукуді вдалося привернути увагу ще одного співробітника Infinity Ward, геймдизайнера Мохаммада Алаві.
Алаві доєднався до Infinity Ward 2004 року. Він працював дизайнером рівнів для Call of Duty 2 (2005), а також встиг відзначитися під час роботи над першою місією Call of Duty 4 — «Дозвіл на ліквідацію екіпажу» (англ. Crew Expendable), — події якої розгортаються на вантажному судні. Алаві запропонував завершити рівень швидкою евакуацією головних героїв з корабля, що поступово йде на дно. Керівники студії спочатку скептично поставилися до такої занадто складної ідеї, але, побачивши прототип, який дизайнер власноруч створив за декілька місяців, схвалили її. Пізніше Алаві також стане відомий як автор «Ані слова російською» (англ. No Russian) — суперечливого рівня Call of Duty: Modern Warfare 2 (2009), в якому гравцю пропонуватиметься взяти участь у масовому вбивстві цивільних.
Надихнувшись іграми Metal Gear Solid, Мохаммад Алаві хотів зробити «Все в камуфляжі» рівнем у жанрі стелс. Така кардинальну зміна для серії, що до того характеризувалася виключно як бойовик, викликала певні труднощі. По-перше, розробникам треба було якось змусити гравця «зняти палець зі спускового гачка», одразу задавши повільний і похмурий тон місії. Передусім це було реалізовано завдяки додаванню компаньйона, що грав роль беззаперечного лідера в парі. На своєму прикладі він демонстрував, який вигляд мав сам гравець, а також показував, наскільки повільно та обережно треба пересуватися. Окрім того, напарник постійно давав гравцю чіткі накази, впливаючи в такий спосіб на перебіг рівня.
Друга проблема, викликана переходом у новий жанр, полягала в тому, що всі вороги відеогри за умовчуванням були запрограмовані так, що одразу переходили в агресивний стан, щойно помічали гравця. Аби не пояснювати свій складний задум спеціалісту зі штучного інтелекту, Алаві в таємниці від інших написав власний скрипт, який змінював стандартне поле зору супротивників відповідно до положення головного героя та зовнішніх факторів, таких як рослинність і тінь. Дизайнер намагався врахувати всі можливі дії гравця, створивши певну анімацію персонажів для кожного з ігрових сценаріїв. Щоби реалізувати першу хвилину ігрового процесу йому знадобилося декілька місяців і 10 000—20 000 рядків програмного коду. 
Задумуючи сцену, де головні герої мають непомітно проповзти через конвой супротивників, Алаві прагнув створити максимально «небезпечний» момент, в якому гравець був би змушений однозначно уникнути перестрілки. Спочатку він планував зробити сегмент більш динамічним — рух ворожої колони мав змінювався відповідно до положення головного героя — але згодом зрозумів, що такий підхід буде занадто складним як для реалізації, так і для розуміння. Зрештою дизайнер змусив супротивників іти встановленими, але трохи кривими шляхами, водночас мінімізувавши їхнє поле зору. На момент створення рівня Алаві практично не мав досвіду програмування, через що написаний ним код, за його ж словами, був «брудним» і «неакуратним». Втім робочий прототип «Все в камуфляжі» настільки сподобався керівництву студії, що дизайнер отримав дозвіл на реалізацію повноцінного рівня, а його скрипт пізніше був використаний як основа для ШІ в Modern Warfare 2.

## Думка критиків
2007 року, на момент виходу Modern Warfare, низка професійних критиків відзначала, що «Все в камуфляжі» сильно вирізняється серед інших рівнів гри. Оглядачі журналів Official Xbox Magazine і Computer and Video Games назвали його найкращим рівнем у грі, а також одним із найцікавіших рівнів всієї серії та одним із найкращих стелс-рівнів в історії ігор загалом. Критик CVG особливо виділив «похмуру» атмосфері місії, порівнявши її з відеогрою S.T.A.L.K.E.R., що вийшла того ж року. Рецензент вебсайту Eurogamer, охарактеризувавши «Все в камуфляжі» як «безлюдне та гнітюче зображення Чорнобиля», навів рівень як доказ технологічного прогресу серії, а критик порталу GameDaily використав його як приклад детально пропрацьованого розробниками штучного інтелекту. Оглядач видання GameRevolution високо оцінив варіативність, яку рівень додає відеогрі, та порівняв його з місіями, характерними для серії ігор Metal Gear. Окрім того, журналісти відзначали оригінальну снайперську механіку рівня, зокрема ті моменти, де гравець і його компаньйон мають одночасно стріляти по двом різним цілям.
Оглядачі деяких ігрових видань також високо оцінили момент місії, в якому гравець повинен непомітно проповзти повз ворожих солдатів і техніку. Раян Маккеффрі з OXM назвав його «найнапруженішим моментом всієї гри», а Джефф Герстманн з порталу GameSpot описав його як «захопливий момент у кампанії, повній захопливих моментів». Дописувач інтернет-видання Destructoid охарактеризував напружений сегмент рівня як «досвід, який неодмінно повинні пережити всі, хто має навіть побіжний інтерес до військових операцій».

## Ретроспективний погляд
Рецензент порталу Kotaku називає «Все в камуфляжі» одним із найкращих рівнів в історії відеоігор, мотивуючи це великою свободою вибору, яку він пропонує гравцеві. Критик зауважує, що для проходження рівня можна як слухатися свого командира, так і діяти на власний розсуд. У другому випадку гравець все одно буде підтриманий напарником, а не просто вбитий за нехтування наказами. Також як цікаву реалізацію здатності героя лежати оглядач високо оцінив «неймовірно напружений» момент, де треба пересуватися поповзом. Видання PC Gamer вважає «Все в камуфляжі» одним із найсильніших рівнів Modern Warfare, який «демонструє справжній майстерклас зі створення лінійного сюжетного шутера». Редакція журналу також відмічає схожість місії з багатокористувацькою відеогрою 2012 року DayZ.
2015 року редактор видання IGN включив «Усе в камуфляжі» до переліку найкращих стелс-місій в іграх, окремо відзначивши «повільний темп» місії, тоді як Digital Trends і NME назвали його одним із найкращих рівнів серед шутерів від першої особи. Видання Ars Technica порівнює атмосферу та напруженість рівня з тими, що присутні в серії ігор Fallout. Оглядач порталу також зазначає, що місія проводить паралелі між капітаном Прайсом і головним персонажем сюжетної кампанії Соупом Мактавішем. На думку The Telegraph, «Все в камуфляжі» є одним із десяти найбільш знакових моментів серії та одним із найкращих рівнів жанру загалом. Вебсайт Digital Spy так само називає «Все в камуфляжі» одним із найкращих рівнів у жанрі. Критик видання високо оцінив напруженість місії, охарактеризувавши її як «шедевр ігрового дизайну».
Один із редакторів GamesRadar+ називає «Все в камуфляжі» «зразком напруги та темпу» та додає, що один цей рівень, завдяки драматичному плину та впізнаваній локації, «краще, ніж деякі окремі ігри». На думку іншого редактора вебсайту, «Все в камуфляжі» є найкращим рівнем Modern Warfare, оскільки він заохочує гравців уникати бою з супротивниками, таким чином нагадуючи, що «насильство породжує насильство». Річард Мосс, пишучи для Gamasutra, зазначає, що, на відміну від стелс-місій в інших шутерах, якщо гравця помічають у «Все в камуфляжі», гра не завершується повідомленням про невдачу, а дає шанс відбитися від навали ворогів. Оглядач також високо оцінив напругу та саспенс рівня, який сам собою доводить, що «вмілий стелс-дизайн — це більше про відчуття, ніж про механіку».

## Спадщина
Рівень згадується у фільмі «Хардкор» (2016), режисер якого вважає «Все в камуфляжі» одним із найкращих рівнів усіх часів. Гра Call of Duty: Modern Warfare (2019), що є перезапуском відповідної підсерії, містить додатковий косметичний набір «All Ghillied Up». Він включає маскувальний костюм і снайперську гвинтівку, зовнішній вигляд яких натхнений формою та зброєю героїв рівня. Одиночна кампанія гри Call of Duty: Modern Warfare II (2022) містить місію під назвою «Recon by Fire», у якій гравець у складі команди снайперів повинен непомітно зачистити ворожий табір. Через певну схожість деякі оглядачі порівняли цей рівень з «Усе в камуфляжі».